# Kumano, Hiroshima

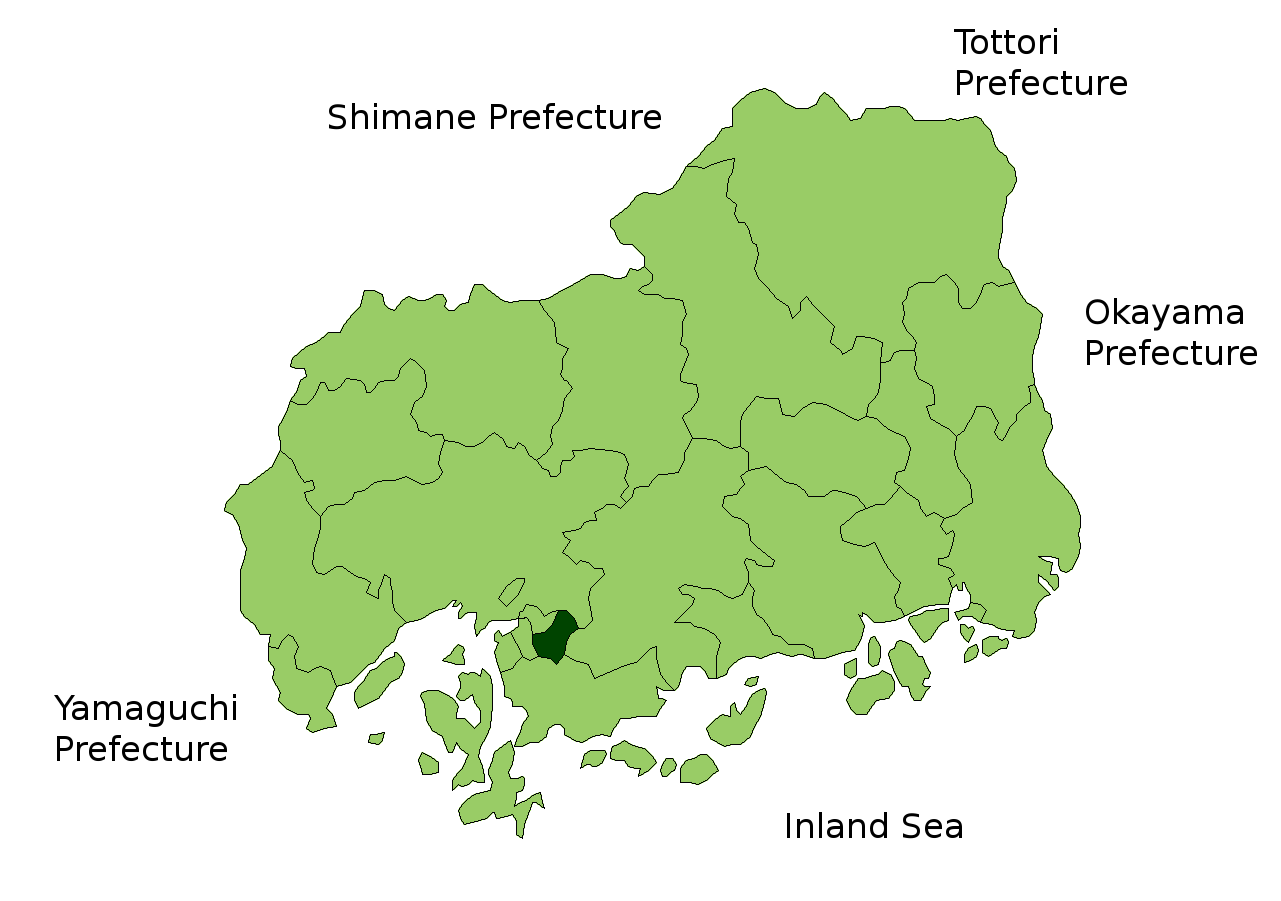

Kumano (熊野町 Kumano-chō?) este un oraș în Japonia, în districtul Aki al prefecturii Hiroshima.